# Медресе Мадалихана

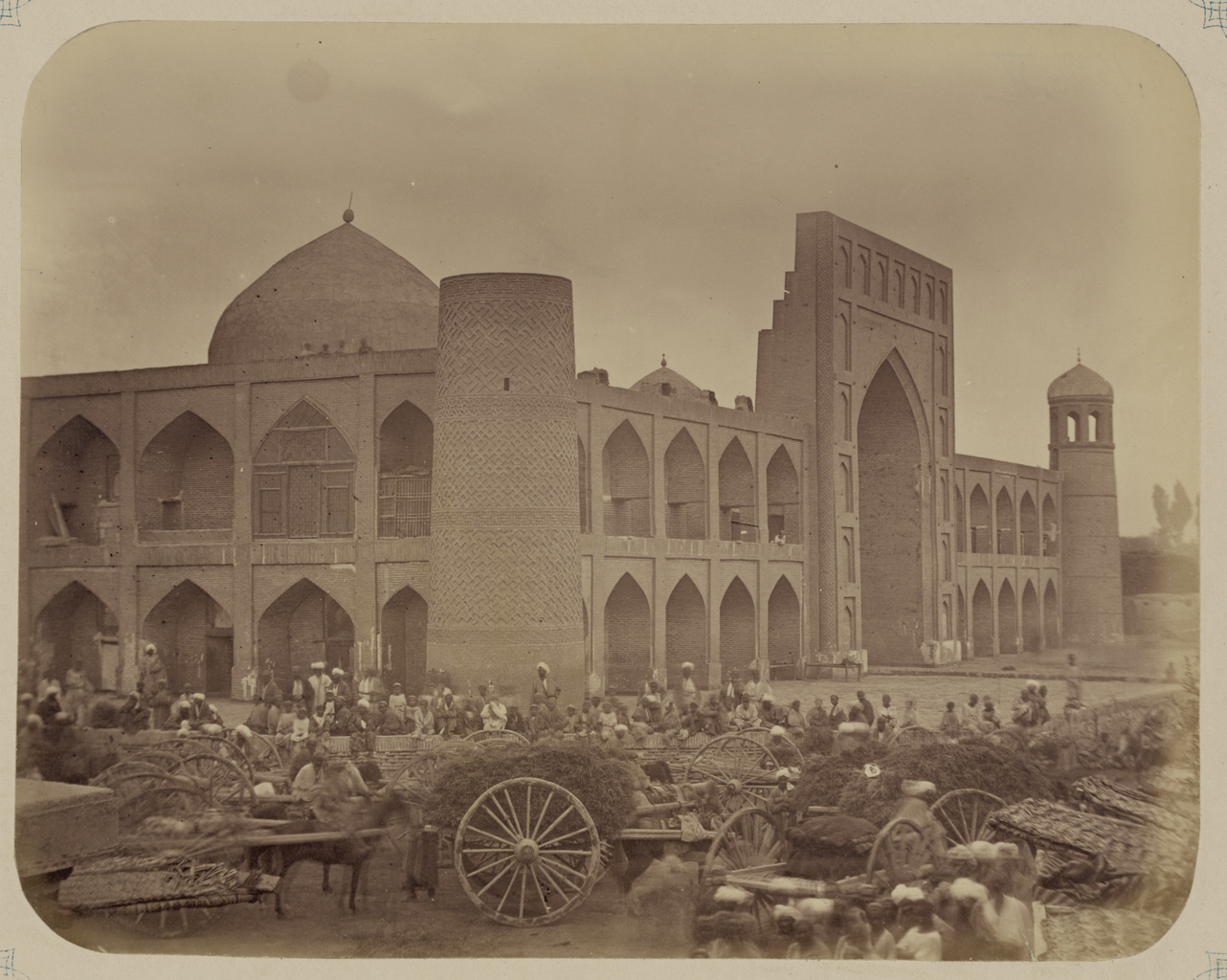
Юго-восточная часть медресе Мадалихана. 1840—1888 годы

Медресе Мухаммада Алихана (Медресе Мадалихана; Медресе хана) — утраченное здание медресе в Коканде, воздвигнутое в 1827 году по приказу и на средства узбекского правителя Мухаммада Алихана.
Двухэтажное медресе состояло из 97 (или 99) больших и малых худжр. Было воздвигнуто напротив медресе Хаккули мингбаши. С точки зрения архитектуры оно являлось самым крупным медресе своего времени в Кокандском ханстве. Сохранившаяся вакуфная грамота была составлена донатором медресе в 1829 году и в пользу учебного заведения были пожертвованы в вакф 12880 танапов пахотных земель, полей и садов. При Туркестанском генерал-губернаторстве в нём преподавали 7 мударриссов.